# 魏德曼花紋

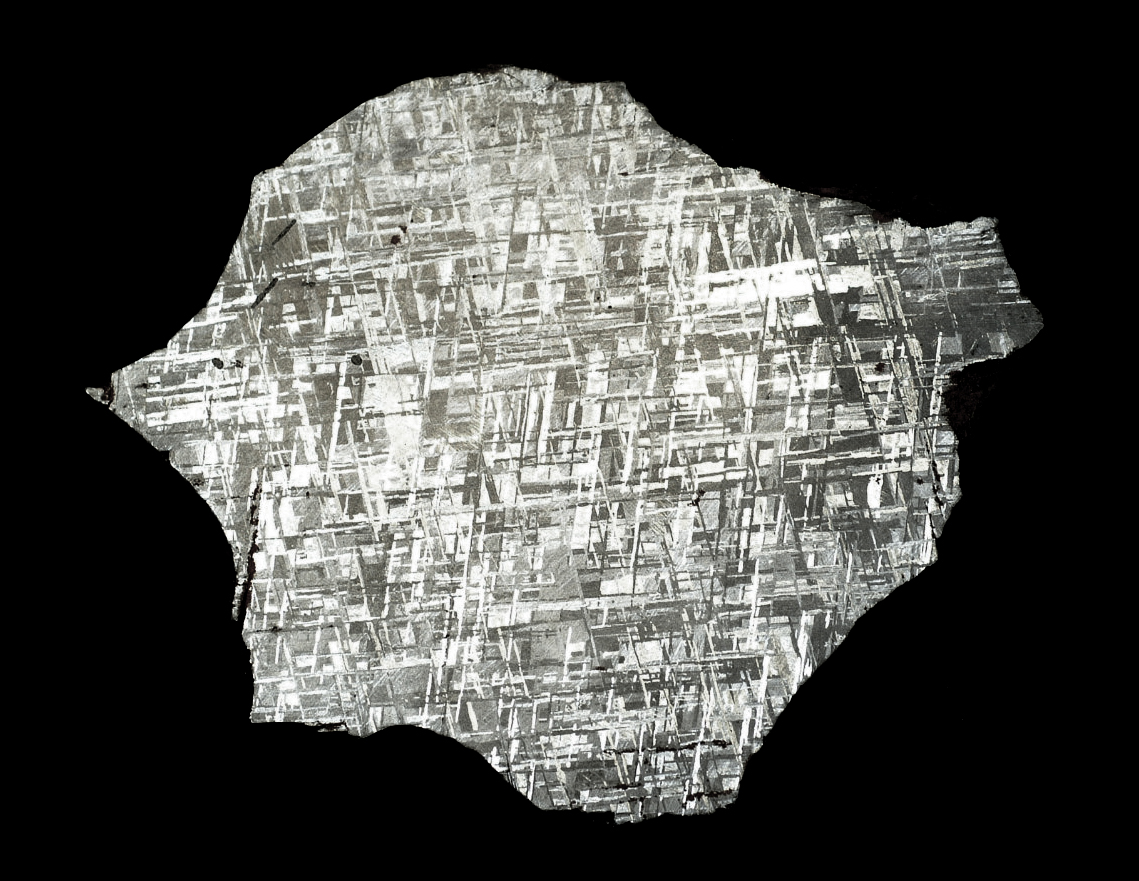
吉丙隕石截面的魏德曼花紋。與座台呈60°角，顯示金屬板截斷處與八面體隕鐵的結構平行。

魏德曼花紋（英語：Widmanstätten pattern，又譯威氏交紋），或稱湯姆森結構，是在八面體隕鐵的鐵隕石和一些橄欖隕鐵中發現獨特的長鎳-鐵結晶，它們包括一些交織的錐紋石和鎳紋石形成的帶狀物，稱為lamellæ。通常，在殼層的空隙中會發現由錐紋石和鎳紋石混合構成，稱為合紋石的微小顆粒。

## 發現
在1808年，這種圖型以維也納的帝國磁器廠廠長阿洛伊斯·魏德曼施泰登的名字命名。當將鐵隕石加熱時，魏德曼注意到顏色和光澤的變化，在不同區域的鐵合金會以不同的速率氧化。他並沒有發布它的發現，只是在同事之間進行口頭上的溝通。此一發現被維也納礦物和動物學展示所的所長Carl · Schreibers認同。
然而，現在認為這項發現應該歸給早他四年公布相同結果的G·湯姆生。
湯姆森於1804年在那不勒斯工作時，曾以硝酸處理克拉斯諾亞爾斯克隕石，嘗試消除氧化造成的變化。隕石在與硝酸接觸後不久，表面出現了奇怪的花紋，他如上文所述的作了詳細的說明。在義大利南部的內戰和政治上的不穩定，使湯姆森很難和他在英國的同事保持聯繫。替他傳訊的人被謀殺，這使他遺失了重要的通訊。結果是，在1804年，他的發現只在法國的Bibliothèque Britannique上發表。在1806年初，法國的拿破崙入侵那不勒斯，湯姆森被迫逃到西西里 ，在當年的11月，他在巴勒莫過逝，享年46歲。在1808年，湯姆森的工作再度在義大利被發表（從原始的英文稿翻譯）於Atti dell'Accademia Delle Scienze di Siena。橫掃歐洲的拿破崙戰爭妨礙了湯姆森和科學界的接觸，另一方面，他的早逝也使他的貢獻被埋沒了許多年。

## 名稱
對這種圖樣最常被用到的名稱是魏德曼花紋或魏德曼構造，但是在拼寫上有一些變化：
- Widmanstetter：Frederick C. Leonard建議的[7]。
- Widmannstätten：例如用在月球上的魏德曼月球坑。
- Widmanstatten：英語的。

此外，由於G. 湯姆森較早發現此種花紋，有些作者建議將這種花紋稱為湯姆森構造，或是湯姆森-魏德曼構造。

## 殼層形成的機制

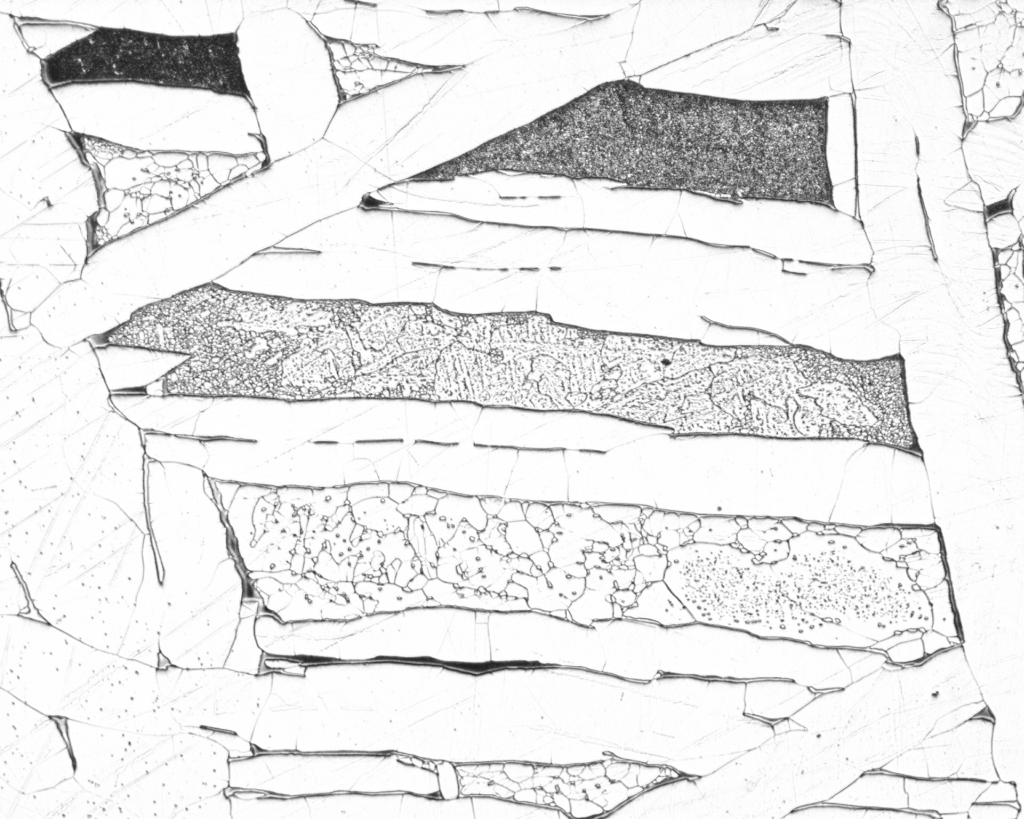
金屬顯微鏡拋光切面呈現的魏德曼花紋。

鎳紋石是在熔點以下的溫度均勻混合的鐵和鎳合金。在溫度900到600 °C（與鎳的含量相關），有兩種鎳含量不同的穩定合金：錐紋石的鎳含量低（只有5%至15%的鎳），鎳紋石的鎳含量高（可以高達50%）。八面體隕鐵隕石的鎳含量規範需要介於錐紋石和鎳紋石之間，這會導致錐紋石在緩慢降溫的條件下，錐紋石板會在鎳紋石的晶格中沿著某一個晶軸平面的方向成長。
低鎳含量的錐紋石在固體金屬內擴散的溫度介於700至450 °C，並且以大約每百萬年降低1至100度，非常緩慢的速度降溫。這可以解釋：為何在實驗室中無法製造出此種結構。
在隕石被切割、拋光和酸蝕時，因為鎳紋石耐酸性較高，因此可以看見晶體線形的花紋。在這張圖片中，廣泛顯示的白線是錐紋石（大小在mm的尺度），像緞帶的細線是鎳紋石，暗灰的雜斑區域是合紋石。

## 用途
由於以極端緩慢的速率冷卻（經歷數百萬年），鎳鐵晶體在固體內增長的長度只有幾釐米。這種花紋的存在是材料來自外太空的證明，可以很容易的確定一小塊的碎片是否隕石的一角。

## 標本
有許多不同的方法可以顯示出鐵隕石上的魏德曼花紋，通常第一步是要先切片和拋光，然後清理和移除任何拋光時殘留下的汙垢，最後將切片放入硝酸來處理（最近常用的是以氯化鐵來處理）。由於每顆隕石的鎳含量不同，蝕刻所需要的時間也不同，通常是30秒至1分鐘左右。隕石一旦被酸蝕刻，通常需要用強鹼（例如碳酸鈉）來平衡，以移除殘留下的酸，並且清洗和乾燥，使用輕潤滑油可以協助抗腐蝕性。

## 尺寸

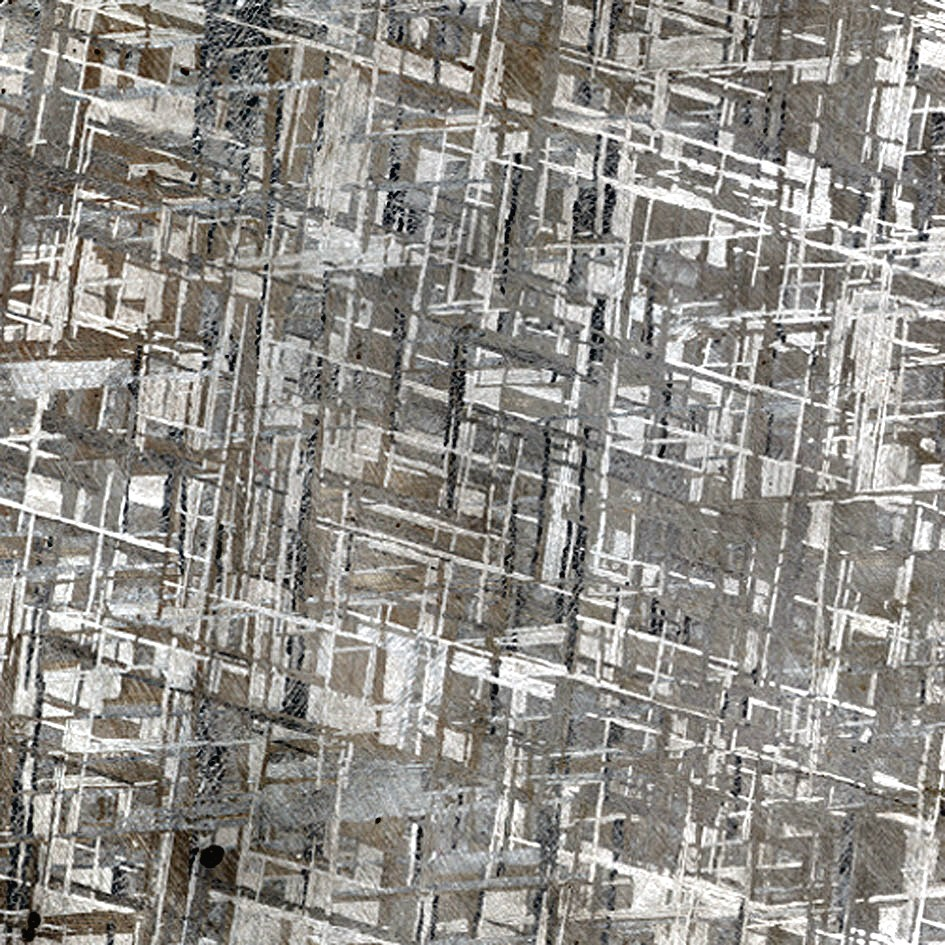
有著細緻（帶寬0.3mm）魏德曼花紋的吉丙隕石。

鎳紋石的帶寬範圍從粗糙到細緻，是依據鎳含量的增加而變化的。現今，鐵隕石的分類是依據化學成分，但是原始的分類是以花紋的帶寬為依據，稱為構造分類法。八面體隕鐵可以分為：
- Ogg：最粗糙的八面體隕鐵，錐紋石的帶寬大於3.3mm，鎳含量在5%-9%。
- Og ：粗糙的八面體隕鐵，錐紋石的帶寬在1.3-3.3 mm，鎳含量在6.5-8.5%。
- Om：中等的八面體隕鐵，錐紋石的帶寬在0.5-1.3 mm，鎳含量在7-13%。
- Of ：細緻的八面體隕鐵，錐紋石的帶寬在0.2-0.5 mm，鎳含量在7.5-13%。
- Off：最細緻的八面體隕鐵，錐紋石的帶寬小於<0.2 mm，鎳含量在17-18%。

沒有魏德曼花紋的鐵隕石：
- 但是有諾伊曼線的稱為六面體隕鐵，
- 沒有任何結構的稱為無紋隕鐵。

## 形狀和紋路
以不同的方向切割的隕石平面會影響到魏德曼花紋的形狀和方向，因為在八面體上的錐紋石薄片是精確排列的。八面體隕鐵的名稱來自於晶體的結構是並聯的八面體，相對的面是互相平行的。所以雖然八面體有八個面，但錐紋石只有四個面。鐵和鐵-鎳只會形成八面體結晶的情形非常罕見，但是這些在晶體學上的八面體仍然與外部的行為無關。沿著不同平面切開的八面體隕鐵（或者任何八面體對稱的物質，是正立方對秤體的次分類），都會呈現下面之中的一種型態：
- 垂直三個軸(立方體)之一切下：兩組彼此互相垂直的條紋。
- 平行於八面體之一的平面切下(與三個軸的晶體中心等距離)：三組條紋彼此成60°斜交的條紋。
- 其他的角度：四組以不同任意角度交叉的條紋。

## 註解
1. ↑  O. Richard Norton. Rocks from Space: Meteorites and Meteorite Hunters. Mountain Press Pub. (1998) ISBN 0-87842-373-7
2. 1 2 3 4  John G. Burke. Cosmic Debris: Meteorites in History. University of California Press, 1986. ISBN 0-520-05651-5
3. 1 2 3 4 5  Gian Battista Vai, W. Glen E. Caldwell. The origins of geology in Italy. Geological Society of America, 2006, ISBN 0-8137-2411-2  （页面存档备份，存于）
4. 1 2  O. Richard Norton. The Cambridge Encyclopedia of meteorites. Cambridge, Cambridge University Press, 2002. ISBN 0-521-62143-7.
5. ↑  F. A. Paneth. The discovery and earliest reproductions of the Widmanstatten figures. Geochimica et Cosmochimica Acta, 1960, 18, pp.176-182
6. ↑  G.Thomson. Saggio di G.Thomson sul ferro Malleabile trovato da Pallas in Siberia. Atti dell'Accademia Delle Scienze di Siena, 1808, IX, pg.37  （页面存档备份，存于）
7. ↑  .   [2008-06-24]. （原始内容存档于2008-07-05）. O. Richard Norton, Personal Recollections of Frederick C. Leonard, Part II

## 外部連結
- Widmannstätten figures on the Gibeon Iron-Meteorite